# Datacaptatie
Datacaptatie (ook: data-archivering en datarapportering) is het binnenhalen en het centraal opslaan van data, veelal gebruikt bij automatiseringen in de industrie en productieprocessen. Het is een geautomatiseerd systeem dat is ontworpen voor het verzamelen van klinische gegevens in elektronisch formaat, voornamelijk voor gebruik in klinische proeven bij mensen. Elektronische datacaptatie (EDC) vervangt de traditionele op papier gebaseerde methode voor het verzamelen van gegevens om het verzamelen van gegevens te stroomlijnen en de time-to-market voor medicijnen en medische apparaten te versnellen. Data-archivering en datarapporteringsoplossingen worden op grote schaal toegepast door farmaceutische bedrijven en contractonderzoeksorganisaties (CRO's).
De data wordt vaak uit PLC of HMI gehaald en opgeslagen op een pc. Meestal gaat het om data van inlog-gebruikers, actie-gebruikers, in- en uitgangen veranderingen van de PLC of analoge waardes, maar ook grafieken van temperatuur, druk, flow enz. kunnen worden gelogd. Dus in feite is het een uitgebreidere versie van een log-systeem en het is afkomstig van het Engelse woord data capture.
Meestal bieden elektronische gegevenscapture-systemen:
- een grafische gebruikersinterfacecomponent voor gegevensinvoer,
- een validatiecomponent om gebruikersgegevens te controleren,
- een rapportagetool voor analyse van de verzamelde gegevens.

EDC-systemen worden gebruikt door organisaties in de life sciences, breed gedefinieerd als de farmaceutische, medische-apparatuur- en biotechnologie-industrie in alle aspecten van klinisch onderzoek, maar zijn met name gunstig voor studies in de late-fase (fase III-IV) en farmacovigiliteit en post-marktveiligheidstoezicht.
EDC kan de nauwkeurigheid van gegevens vergroten en de tijd voor het verzamelen van gegevens voor onderzoek naar medicijnen en medische hulpmiddelen verkorten. Het nadeel dat veel medicijnontwikkelaars tegenkomen bij het inzetten van een EDC-systeem om hun medicijnontwikkeling te ondersteunen, is dat er een relatief hoog opstartproces is, gevolgd door aanzienlijke voordelen gedurende de duur van het onderzoek. Als gevolg hiervan moet een EDC om economisch te zijn, de besparing over de levensduur van de proef groter zijn dan de opstartkosten.
Dit wordt vaak verergerd door twee voorwaarden: dat de eerst opzet van het onderzoek in EDC de kostendaling gedurende de levensduur van het onderzoek niet faciliteert als gevolg van een slechte planning of onervarenheid met EDC-implementatie en dat de initiële opzetkosten hoger zijn dan verwacht vanwege om te beginnen opzet van het onderzoek in EDC vanwege slechte planning of ervaring met EDC-implementatie.